# 香港中學生聯盟
香港中學生聯盟（Hong Kong Secondary Students Union）是不屬於任何黨派的香港學生組織。當初由一群傾向泛民主派的香港中學生於2003年香港七一遊行後8月21日發起及成立。該聯盟由不同中學的學生組成。
該聯盟的成立目的是「以學生的角度了解社會及政治事務」、「就影響著中學的政府政策發表意見」及「提升青少年對社會及政治事務的關注及責任心」。該聯盟的活動包括每年舉辦一次「青年圓桌會議」及參與政治事務的意見表達。
該聯盟的宗旨為：
1. 推動中學生以獨立自主精神，關心公共政策及社會事務，共同促進香港民主發展；
2. 團結及代表香港中學生；
3. 關注香港中學生權利

該聯盟的顧問包括不少傾向泛民主派的大律師、律師、大學教授、神父、牧師、記者、會計師、醫生及學者。

## 政治參與
香港的中學生一向被認為對於政治相當冷感，直至一個由學生發起的網上組織——中學生關注基本法第23條立法聯盟，經熱烈討論後，成功地號召約3000名學生參與2003年的七一大遊行以反對香港《國家安全（立法條文）條例草案》立法。之後，該組織改組並登記成立為「香港中學生聯盟」。
儘管該聯盟曾成功號召大量中學生參與七一大遊行，但該聯盟未能如該當日般成功號召大量中學生參與後來的政治活動。該聯盟改組後仍參與的主要只有執行委員會成員及其他核心成員，大部分當日出席遊行的中學生則無繼續參與該聯盟的活動。
該聯盟參與絕大部分泛民主派所舉辦的集會，包括紀念六四的活動。
該聯盟亦參與其他活動，例如於2003年12月成功向四十餘所中學各年級共980名中學生進行長達三頁A4紙的教育改革問卷調查，12月28日舉行記者會公佈有關調查結果，及后香港大學圖書館請求將調查結果列為文獻。
2003年至2004年期間，就尖子計畫、削減資助、校本條例、小班教學等教育議題多次參與集會遊行和發表聲明。
2005年1月1日，該聯盟參與2004年南亞大海嘯災民的籌款活動，於旺角及銅鑼灣設立攤位，成功籌得超過$70000。
2009年該聯盟反對香港政府推行之校本驗毒計劃，於2009年11月8日聯同青年聯社、Ytalk!主辨反驗毒遊行。另外，該聯盟亦會每年舉辦「青年圓桌會議」。
該聯盟自成立以來曾經活躍於表達政治意見，包括：
- 參與元旦大遊行（2004年1月1日）；
- 反對人大常委會對香港基本法作出釋法（2004年4月11日）；
- 參與七一大遊行（2004年7月1日）；
- 參與一二三大遊行（2005年1月23日）；
- 反對日本篡改歷史教科書（2005年4月17日）；
- 反對人大常委會對香港基本法作出釋法（2005年4月24日）；
- 參與六四事件紀念集會（2005年5月31日）；
- 參與七一大遊行（2005年7月1日）；
- 參與一二四大遊行（2005年12月4日）
- 參與三一八大遊行（2007年3月18日）

除了參與政治表達外，該聯盟亦活躍於其他政治活動，包括參與多個公眾論壇，組織及參與推廣活動促使青少年參與政治。

## 青年圓桌會議
「青年圓桌會議」每年由香港中學生聯盟於香港舉辦。

### 青年圓桌會議2004
青年圓桌會議2004由香港中學生聯盟、香港人權監察及香港民主發展網絡舉辦，是次活動目的包括：
- 訓練批判思維、辯論及溝通技巧
- 凝聚青少年力量
- 提升青少年對公共事務的關注
- 對香港兒童議會作出研習

是次籌備委員會多數青少年成員均為中五或中七學生，而委員會主席則由該年度的香港中學生聯盟執行委員會主席伍袁雋。
該年有超過160名來自不同學校的學生報名，當中有85名獲選參與。於2004年7月21日，在香港中文大學舉辦了一個營前工作坊，然後於2004年7月25日至7月29日在香港中文大學逸夫書院舉辦了一個五日的研習營及於香港立法會舉辦了一場模擬辯論。

### 青年圓桌會議2005
是次活動亦由香港中學生聯盟、香港人權監察及香港民主發展網絡共同舉辦。該年度的主題為「民主校園」，並輔以一些有關兒童權利的概念。
該籌備籌備委員會主要由一些並非執行委員的香港中學生聯盟成員以及香港人權監察及香港民主發展網絡的職員所組成，主席為香港中學生聯盟的梁鍵瑋、香港人權監察的陳潔文及香港民主發展網絡的盧偉明。
青年圓桌會議2005，包括了一個於8月1日至8月4日在香港中文大學崇基書院舉辦的四天研習營、一個於8月13日在香港城市大學舉辦的營後工作坊及一場於8月20日在香港立法會舉辦的模擬辯論。

### 青年圓桌會議2006
該年度的主題圍繞著貧富懸殊的問題，亦是由香港中學生聯盟與香港人權監察及香港民主發展網絡舉辦。
籌備委員會由香港中學生聯盟的會員和執行委員以及香港人權監察及香港民主發展網絡的職員所組成，聯席主席則為香港中學生聯盟的鍾錦麟和香港人權監察的陳穎妍。
這次包括一個於7月24日至7月27日在香港中文大學聯合書院舉辦的四天研習營，一個於8月12日在香港專業教育人員協會銅鑼灣服務中心舉辦的工作坊及於8月19日在香港城市大學舉行的模擬立法會辯論。

### 青年圓桌會議2008
該年度主題為關注傳媒問題。
該年度為首次由香港中學生聯盟獨立主辦，香港人權監察合辦。籌備委員會亦全由香港中學生聯盟的成員所組成，負責籌備中心思想及日程安排上的工作及少量前期行政工作，籌備委員會主席為香港中學生聯盟的李恩及廖美欣。
是次只包括一個於7月9日至7月12日在薄扶林傷健營舉辦的研習營，共有約80名中學生參與。

### 青年圓桌會議2009
該年度主題為「證書文化」。
該年度為由香港中學生聯盟獨立主辦。籌備委員會亦全由香港中學生聯盟的執行委員會成員及行政助理所組成，籌備委員會主席為主席文曉彤及文書李思。
是次學習營為期四日三夜，對象為中三至中七的中學生。希望由「證書文化」這切身議題出發，透過不同形式的活動、工作坊、嘉賓分享等，從不同的層面了解有關「證書文化」，從營中建立個人的立場和見解，創造出青年人的新天地。同時，亦提供一個平台讓『香港中學生聯盟』與學生互相交流討論及學習，推動彼此對社會事務的關注。

## 兒童權利
該聯盟多次被邀請派員出席政制及內地事務局舉辦的兒童權利論壇，該聯盟亦有獲邀參與其他有關兒童組織的活動。2007年至2008年更獲防止虐待兒童會邀請，參與籌備「第17屆國際防止虐待及疏忽照顧兒童會議」。

## 627行動
由於一眾中學生不滿三三四改制下，重讀中五的學位很少，中學聯成功吸引超過三萬人加入群組，令一眾會員到考評局示威。是次行動，迫使政府願意加開1500個中五重讀學位。

## 另見
- 基本法23條

## 外部連結
- 香港中學生聯盟網址
- 香港中學生聯盟顧問名單